# 梅中悠介
梅中 悠介（うめなか ゆうすけ、1978年8月14日 - ）は、ジョイスタッフ所属のフリーアナウンサー。東京都府中市出身。日本プロ麻雀連盟所属のプロ雀士、千葉大学法経学部卒業。競馬や麻雀、スポーツの実況、ニュースキャスターを主に行う。

## 略歴
小学6年生時、オグリキャップの引退レースをテレビで視聴して感動し、競馬の実況アナウンサーを志した。大学入学後、ラジオたんぱ主催『レースアナウンサー養成講座』を受講した。講師から『ひとつのことについて喋りながら、別のものが見えている』（カッコ内は以下の出典より引用）と指摘されたことが、目まぐるしく状況が変化する競馬でも実況できる特性があるという自信につながり、本格的に夢を追い始めた。
2004年からアナウンサーとなる。2017年には、麻雀最強戦の実況も始める。競馬よりも状況変化が激しい麻雀実況に苦戦するも、特性を生かして工夫をこらし実況方法の改善に取り組んでいる。2021年、日本プロ麻雀連盟の第37期後期プロテストで正規合格し、プロ雀士となる。

## 現在の担当番組
- 2013年4月 - ジェイコム東葛葛飾
  - デイリーニュース - 月曜日キャスター
- 2013年4月 - 千葉テレビ放送
  - マリーンズナイター実況・リポーター
- 2015年3月 - フジテレビNEXT
  - バスケットボールNBA中継実況
- 2023年6月-TOKYO FM
  - TOKYO FM NEWS(不定期月〜水曜日、 17:50〜/水曜日21:55～/23:55～/24:55～)
  - ドライバーズ・インフォ（金曜日17:55〜/19:55〜）
- 2023年6月- JFN
  - JFNニュース(不定期・月〜水曜日 18:55〜、19:55〜、水曜日24:55～[注釈 2]、木曜日 8:55～、金曜日15:55〜、)
- Bリーグ中継（リーグ制作の公式映像）
- BEAST Japanext ドラフト会議指名オーディション（実況）[7]

## 過去の担当番組
- 2004年4月～2006年3月 - 大分朝日放送（OAB）
- 2006年4月～2010年3月 - 新潟総合テレビ（NST）
  - NSTスーパー競馬
  - アルビスタジアムNST
  - NSTみんなのKEIBA（夏季はみんなのKEIBA）
- 2010年4月～2013年3月 - テレビ埼玉（TVS）
  - ニュース930
  - ウィークエンド930 - ナレーション
  - テレ玉イブニングNEWS（2012年4月 - 、これ以前も不定期で担当経験有り）
  - 市長選挙開票速報
- 2013年4月～2016年4月1日 - とちぎテレビ
  - イブニング6 - 水曜日～金曜日キャスター
- 2013・2014年7月 とちぎテレビ・千葉テレビ放送
  - 高校野球選手権大会実況
- 2014年1月～2017年12月 - グリーンチャンネル
  - 中央競馬全レース中継・中央競馬パドック中継キャスター

他に大分・埼玉では高校野球選手権県予選の実況を担当した。
・2015年10月 - 2023年5月TOKYO FM TOKYO FM NEWS(月曜日 21:55～/23:55～/24:55～) ・2015年10月 -2023年5月 JFN JFNニュース(月曜日 24:55～[注釈 2]、火曜日 8:55～)

## その他
- 映画シン・ゴジラ（2016年、東宝） - 官邸前アナウンサー役
- 77部署合体ロボダイキギョー ドラマ・伝え方が9割（2017年11月29日、AmazonPrimeビデオ） - アナウンサー 役
- パンドラの果実科学 犯罪捜査ファイル Season1 第6話（2022年5月28日、日本テレビ） - 司会者 役